# Исида, Аюми
Аюми Исида (яп. 石田 亜佑美 Исида Аюми, род. 7 января 1997 года, Сендай, Япония) — японский идол, участница 10-го поколения группы Morning Musume.

## Биография
C 2006-го по 2009-й годы Аюми Исида танцевала в группе поддержки бейсбольной группы Tohoku Rakuten Golden Eagles.

До вступления в Morning Musume была участницей группы Dorothy Little Happy в качестве дополнительного танцора .
В 2011 году прошла прослушивание в Morning Musume, с чем продюсер Dorothy Little Happy, Сатору Сакамото (яп. 坂本サトル) поздравил её в блоге .

### 2012
7 января, вышел сингл «Forest Time», с участием Аюми в составе юнита Harvest.
13 января, 9-е и 10-е поколение Morning Musume начали вести вэб-ток-шоу, эксклюзивно для участников фан-клуба, с названием Honki DE Hichou!. Они также начали вести шоу на радио Radio Nippon с названием Morning Musume no Morning Jogakuin ~Houkago Meeting~.
С 6 по 12 июня, Аюми принимала участие в мюзикле Stacies - Shoujo Saisatsu Kageki.
В сентябре Аюми Исида открыла официальный блог (совместно с остальными участниками 10-го поколения Morning Musume).

### 2013
7 января, Аюми отметила свой 16-й день рождения на мероприятии под названием Ishida Ayumi Birthday Event DX ~9ki Mem no Futari wo Mukaete~, с двумя шоу в TOKYO FM HALL, Токио.
6 мая, вэб-ток-шоу эксклюзивное для участников фан-клуба, с названием Honki DE Hichou!, завершилось с общим количеством 70 эпизодов.
15 июля, состоялся релиз её первой сольной фотокниги с названием Ishida Ayumi.
8 ноября, продюсер группы Morning Musume, Цунку, сообщил в своём блоге, что Аюми примет участие в съёмках клипа «Ijiwaru Shinai de Dakishimete yo» группы Juice=Juice, вместо Карин Миямото.

### 2014
7 января, Аюми отметила свой 17-й день рождения на мероприятии под названием Ishida Ayumi Birthday Event 2014, с двумя шоу в Tokyo FM Hall, Токио.
10 мая, состоялся релиз её второй сольной фотокниги с названием shine more.
2 июля, состоялся релиз сольного DVD с названием Souka -souka-.
10 ноября, Аюми анонсировала в своём блоге, что будет регулярно участвовать в тв-программе Ara Ara Kashiko транслируемой Sendai TV.

### 2015
7 января, Аюми отметила свой 18-й день рождения на мероприятии под названием Morning Musume '15 Ishida Ayumi Birthday Event 2015, с двумя шоу в Tokyo FM Hall, Токио.

### 2016
7 января, Аюми отметила свой 19-й день рождения на мероприятии под названием Morning Musume '16 Ishida Ayumi Birthday Event, с одним шоу в Differ Ariake, Токио.
27 июня, состоялся релиз её третьей сольной фотокниги с названием It's my turn.
27 июля, состоялся релиз её сольного Blu-ray с названием It's a Beautiful Day.
29 октября, Аюми сообщила в своём блоге, что примет участие в одном эпизоде драмы Otona e Novel.

### 2017
13 января, Аюми отметила свой 20-й день рождения на мероприятии под названием Morning Musume '17 Ishida Ayumi Birthday Event, с двумя шоу в Yamano Hall, Токио.
26-27 января, Аюми и Мидзуки Фукумура участвовали в мероприятии под названием Morning Days Happy Holiday Fukumura Mizuki･Ishida Ayumi Fanclub Tour in Yamanashi.
С 8 по 9 ноября 2017, Аюми и остальные участницы 10-го поколения - Харуна Иикубо, Масаки Сато, Харука Кудо, участвовали в мероприятии под названием Morning Days Happy Holiday 10ki Member Iikubo Haruna・Ishida Ayumi・Sato Masaki・Kudo Haruka Fanclub Tour in Yamanashi.

### 2018
9 января, Аюми отметила свой 21-й день рождения на мероприятии под названием Morning Musume '18 Ishida Ayumi Birthday Event, с одним шоу в Differ Ariake, Токио.
27 апреля состоялся релиз её четвертого сольного фотобука 20th canvas.

## Группы и юнитыHello! Project
- Morning Musume (2011—)
- Hello! Project Mobekimasu (2011—2013)
- Harvest (2012—2016)
- HI-FIN (2013—2016)
- Hello! Project Station Dance Club (2013—)
- Date Shimai (2015)
- Kamiishinaka Kana (2017—)

## Дискография

### Студийные альбомы
Morning Musume
- [2012] 13 Colorful Character
- [2013] The Best! ~Updated Morning Musume~
- [2014] Morning Musume '14 Coupling Collection 2
- [2014] One・Two・Three to Zero
- [2014] 14shou ~The message~
- [2017] 15 Thank you, too
- [2018] Hatachi no Morning Musume

### Синглы
Harvest
- «Forest Time/Cabbage Hakusho»

Hello! Project Mobekimasu
- «Busu ni Naranai Tetsugaku»

## Фильмография

### Сольные DVD\Blu-ray
| # | Название                | Дата выпуска    | Чарты                   | Лейбл              |
| # | Название                | Дата выпуска    | Oricon Weekly DVD Chart | Лейбл              |
| - | ----------------------- | --------------- | ----------------------- | ------------------ |
| 1 | Greeting ~Ishida Ayumi~ | 7 июля 2012     | —                       | Серия e-Hello!     |
| 2 | AYUMI in GUAM           | 14 августа 2013 | 70                      | Zetima (EPBE-5469) |
| 3 | Souka -souka-           | 2 июля 2014     | 56                      | Zetima             |
| 4 | It's a Beautiful Day    | 27 июля 2016    | 49                      | Zetima             |

### TV дорамы
- Suugaku Joshi Gakuen

### TV программы
- Hello! Pro TIME
- Hello! SATOYAMA life
- The Girls Live

### Театр
- Stacies - Shoujo Saisatsu Kageki (6-12 Июня 2012, Space Zero Hall, Токио) [40]
- Gogakuyuu (12-17 июня, 2013, Kinokuniya Southern Theater, Токио), (22-23 июня 2013, Theater BRAVA!, Осака)
- LILIUM -Lilium Shoujo Junketsu Kageki- (5-15 июня 2014, Ikebukuro Sunshine Theater, Токио), (20-21 июня 2014, Morinomiya Piloti Hall, Осака)[41]
- TRIANGLE (18-28 июня, 2015, Ikebukuro Sunshine Theater, Токио)[42]
- Zoku 11nin Iru! Higashi no Chihei, Nishi no Towa (11-12 июня 2016, Kyoto Gekijo in Kyoto, Киото) (16-26 июня 2016, Ikebukuro Sunshine Theater, Токио)[43]
- Pharaoh no Haka  (2-11 июня 2017, Ikebukuro Sunshine Theater, Токио)[44]
- Pharaoh no Haka ~Hebi Ou Sneferu~ (1—10 июня 2018, Ikebukuro Sunshine Theater, Токио; 15—17 июня 2018, Mielparque Hall, Осака)[45]

### Фотокниги
Сольные
1. Ishida Ayumi (15 июля 2013, Wani Books, ISBN 978-4-8470-4562-2)
2. shine more (10 мая 2014, Wani Books, ISBN 978-4-8470-4646-9)
3. It's my turn (27 июня 2017, Wani Books, ISBN  978-4-8470-4848-7)
4. 20th canvas (27 апреля 2018, Wani Books, ISBN 978-4-8470-8119-4)
5. believe in oneself (7 января 2019, Wani Books, ISBN 978-4-8470-8257-3)

Совместные
- Alo-Hello! Morning Musume 2012
- Alo-Hello! Morning Musume Tenki Gumi
- Morning Musume Kyuukies & Juukies 1st official Photo Book
- Alo-Hello! Morning Musume 10ki Shashinshuu
- Michishige ☆ Photo SOUL
- Morning Musume Tenki Gumi book
- Morning Musume '14 BOOK "Sayumin no... Oshiete Kouhai!" (20 января 2015, Wani Books, ISBN 978-4-8470-4715-2)
- Morning Musume '17 Shijou Drama "Haikei, Haru-senpai! ~Higashi-Azabu Koukou Hakusho~" (11 декабря 2017, Wani Books, ISBN 978-4-8470-4982-8)
- Morning Musume 20 Shuunen Kinen Official Book (19 июня 2018, Wani Books, ISBN 978-4-8470-8125-5)
- Morning Musume '18 Micchaku Documentary Photobook "NO DAY , BUT TODAY 21 Nenme ni Kaita Yumetachi VOL.1" (14 сентября 2018, Tokyo News Service, ISBN 4863368216)
- Morning Musume '18 Micchaku Documentary Photobook "NO DAY , BUT TODAY 21 Nenme ni Kaita Yumetachi VOL.2" (14 сентября 2018, Tokyo News Service, ISBN 4863368224)
- Morning Musume '18 Micchaku Documentary Photobook "NO DAY , BUT TODAY 21 Nenme ni Kaita Yumetachi VOL.3" (14 сентября 2018, Tokyo News Service, ISBN 4863368232)

## См.также
- Morning Musume
- Список участниц Morning Musume
- Дискография Morning Musume